# Kristian Flittie Onstad
Kristian Flittie Onstad (* 9. Mai 1984) ist ein ehemaliger norwegischer Fußballspieler. Der Abwehrspieler bestritt seine Karriere in seinem Heimatland und Dänemark. In beiden Ländern stand er jeweils im Finale des Landespokals, konnte den Titel aber nicht gewinnen.

## Werdegang
Onstad begann mit dem Fußballspielen beim Gjelleråsen IF, wechselte aber später in die Jugend von Lyn Oslo. Dort empfahl er sich für die norwegische U-16-Auswahl, für die er im Sommer 2000 erstmals auflief. Für den seinerzeitigen Erstligisten debütierte er im Alter von 17 Jahren in der Tippeligaen, als er im August 2001 beim 5:2-Auswärtserfolg bei Stabæk Fotball kurz vor Abpfiff für Frode Eike Hansen eingewechselt wurde. In den folgenden Jahren etablierte er sich im Kader der Männermannschaft. Während er hier zwischen Stammformation und Ersatzbank schwankte, durchlief er die einzelnen Nachwuchsnationalmannschaften. Im Laufe der Spielzeit 2004 erkämpfte er sich einen Stammplatz in der Abwehrreihe und verteidigte folglich auch neben Mannschaftskapitän Tommy Berntsen, Steven Lustü und Yngvar Håkonsen im Endspiel um den norwegischen Landespokal gegen Brann Bergen, das jedoch trotz eines Tores des schwedischen Mannschaftskameradens Peter Markstedt mit einer 1:4-Niederlage endete. In der folgenden Saison bestritt er 20 der 26 Saisonspiele und war somit entscheidend am dritten Tabellenplatz beteiligt.
Nach 73 Erstligaspielen für Lyn Oslo verließ Onstad im Sommer 2006 Norwegen. Der neu verpflichtete Trainer Troels Bech holte ihn im Juli des Jahres zum dänischen Klub Esbjerg fB in die Superliga, wo er einen Vier-Jahres-Vertrag unterschrieb. Mit der Mannschaft um Njogu Demba-Nyrén, Martin Vingaard, Jesper Bech und Andreas Klarström belegte er in den folgenden Jahren Plätze im Mittelfeld der Liga. Im Mai 2008 stand er mit dem Klub im Endspiel um den dänischen Landespokal gegen Brøndby IF. Obwohl Søren Rieks zweimal die Führung des Gegners durch Tore von Samuel Holmén respektive Max von Schlebrügge ausglich, ging das Spiel nach einem Tor von Martin Retov mit einer 2:3-Niederlage verloren.
In der ersten Hälfte der Spielzeit 2008/09 lief Onstad weiterhin für Esbjerg fB auf, ehe er Anfang März des folgenden Jahres auf Leihbasis nach Norwegen zurückkehrte und in der Tippeligaen-Spielzeit 2009 für Brann Bergen auflief. Kurz nach seinem ersten Einsatz Mitte März für den Klub fiel er jedoch lange Zeit verletzungsbedingt aus, erst im August bestritt er seinen zweiten Einsatz in der Meisterschaft. Lediglich acht Spieleinsätze standen folglich für ihn bis zum Ende der Leihfrist zu Buche, anschließend kehrte er nach Dänemark zurück.
Anfang Januar 2010 löste Onstad jedoch seinen Vertrag mit Esbjerg fB, er hoffte auf ein neues Engagement bei Brann Bergen. Wenige Tage später unterschrieb er allerdings einen Drei-Jahres-Kontrakt beim norwegischen Ligakonkurrenten Stabæk Fotball. In den ersten Spielen noch Stammkraft verlor er bis zum Sommer seinen Platz im Kader, so dass sich Klub und Spieler Ende Juli bereits wieder trennten.
Anfang August 2010 schloss sich Onstad dem Drittligisten Raufoss IL bis zum Saisonende an. Anschließend wechselte er zum Ligarivalen Ullensaker/Kisa IL, mit dem er Ende 2011 in die zweitklassige Adeccoligaen aufstieg.
2020 beendete er seine aktive Profikarriere als Spielertrainer bei Tomrefjord IL.